# High frontier
High Frontier es una serie de juegos de mesa ambientados en la exploración espacial, diseñados por Phil Eklund y editados por su propia compañía, Sierra Madre Games. El primero de la serie se llamó Rocket Flight or Lords of the High Frontier y posteriormente se publicaron High Frontier, High Frontier Third Edition y High Frontier 4 all.
La temática del juego es la exploración del sistema solar y la explotación de sus recursos tanto por agencias espaciales gubernamentales como por compañías privadas.

### Antecedentes
Alrededor de la mitad de los años 60, antes siquiera de que el ser humano pisara la luna, un preadolescente Phil Eklund diseñaba sus propios juegos de mesa, con tableros dibujados a mano y utilizando los recursos que tenía disponibles como casquillos del .22 simulando cohetes.Uno de estos primeros diseños domésticos reflejaba una carrera espacial y en el tablero de juego y se pueden reconocer conceptos que aparecerán con posterioridad en toda la serie, como los cinturones de radiación o las erupciones solares. 

### Rocket Flight or Lords of the High Frontier (Sierra Madre Games,1999)
La primera versión de Rocket Flight data de 1978, mucho antes de la fundación de Sierra Madre Games y consistió en una docena de copias escritas a máquina con un mapa de dos hojas forrado con plástico para marcar la ubicación, altitud y vector del cohete con un lápiz graso.
En 1999 la editorial Sierra Madre Games, creada por el propio autor en 1992, sacó al mercado una nueva edición en bolsa zip como parte de la serie Lords:
Lords of Sierra Madre (1995), reimplementado con posterioridad por Pax Porfiriana (2012).
Lords of Renaissance (1996), reimplementado por Pax Renaissance (2016) y Pax Renaissance 2nd Edition (2021).
Lords of the Spanish Maine (2006), reimplementado por Pax Hispanica (2024)
Los mapas, impresos en papel en blanco y negro consistían en una rejilla hexagonal que más que distancias lo que reflejaban eran diferencias de delta-V. 
El juego está ambientado en un futuro año 2020, donde los jugadores representan compañías privadas especializadas en diferentes sectores productivos

### High Frontier (Sierra Madre Games, 2010)
Primera reimplementación del juego, presentado en caja de cartón, y que incluía fichas y miniaturas de plástico, cartas y un tablero montado. Se trata de la primera aparición del icónico mapa del juego que abandona la rejilla hexagonal para representar los estados de energía como puntos interconectados por líneas sobre un fondo a todo color.
En el juego básico el mapa sólo representaba las zonas de Sol, Mercurio, La Tierra, Marte y el cinturón de asteroides. Ese mismo año apareció una expansión en bolsa zip que incluía una extensión del tablero donde aparecían Júpiter y Saturno y que además añadía un diagrama para marcar la época del ciclo solar y que añadía eventos y otro para la política espacial.
En 2013 salió a la venta la expansión Colonization, con un nuevo mapa que sustituye al de la anterior expansión y que al colocar los diagramas solar y político en la trasera del reglamento, en el espacio que ocupaban aparecen ahora Urano, Neptuno y varios cuerpos transneptunianos como Plutón, Caronte, Haumea, Sedna… Esta expansión además introducía cuatro módulos de juego:
Cargueros: Introduce una segunda nave que puede utilizarse para transporte. Además si se promociona dicha nave, permite que todas tus factorías se muevan independientemente y proporciona una condición de victoria especial llamada “Futuro”.
Bernales: Una Bernal es una colonia espacial en órbita que puede alojar a colonos y almacenar tanques de agua (la moneda del juego).
Colonos: Permite reclutar y mejorar pioneros que proporcionan habilidades adicionales, votos, protección contra averías, operaciones e incluso Futuros.
Propulsores de Gigavatios: Mejoran el transporte de colonos o Bernales a lugares tan distantes como los objetos transneptunianos. También proporcionan Futuros al ser promocionados.

### High Frontier Thirth Edition (Sierra Madre Games, One Small Step, 2017)
El 1 de agosto de 2015 se fundó con éxito la campaña de Kikstarter para la tercera edición del juego, para lo que Phil Eklund firmó un acuerdo de colaboración con la editorial One Small Step que se encargaría del proceso físico de llevar el juego a término. El juego se entregó dos años después con algunos problemas de producción, quizá el más sonoro es que el nombre del autor figura mal escrito en la trasera de la caja. En mayo de 2017, Phil Eklund anunció la rescisión del contrato de colaboración con OSS no por el retraso o los problemas de producción sino por no haber sido incluido en el proceso de desarrollo por parte de OSS después de haber enviado los archivos originales del juego. En este comunicado desmiente los rumores de que se había desentendido del proceso y se queja amargamente de haber sido ignorado por la compañía en todos sus intentos de ponerse en contacto con ella.
A pesar de estos problemas y desavenencias, esta edición es simplemente monumental. Incluye dos tableros montados: en uno, el mapa original, actualizado y renovado. En el otro el mapa de Interestellar, una expansión autojugable que ya venía existiendo en la anterior edición pero de la que no existía ningún componente físico (se podía encargar en formato póster a través de una empresa de impresión en línea). Pero lo mejor de todo es que volteando ambos tableros se forma el mapa del juego a doble tamaño.
La caja incluye también cuatro libros:
Training Guide (24 pág.) una guía para aprender a jugar desde cero. Con una leyenda en portada que dice “read me first”.
Colonization (68 pág.) el reglamento completo, dividido en dos partes, el Juego Básico y el Juego Avanzado denominado Colonization que incluye los módulos que aparecían en la expansión homónima de High Frontier, pero modificados y ampliados, además de algunas cosas nuevas.
Interstellar (28 pág.) el reglamento de la expansión
Reference Guide (64 pág.) que incluye variantes en solitario y para el juego avanzado, guías de estrategia, reglas experimentales y además la explicación técnica y científica de cada carta del juego, tanto del anverso como del reverso.

### High Frontier 4 all (ION Game Design, Sierra Madre Games, 2020)
En agosto de 2018, en respuesta a una pregunta de un foro de Boardgamegeek, Phil Eklund afirma que ha vendido Sierra Madre Games a la editorial sueca ION Game Design a causa de deudas por impuestos. Como parte del acuerdo de venta, Phil entra a trabajar en la compañía desarrollando sus propios juegos.
Ese mismo año sale al mercado, ya con los sellos de Sierra Madre Games e ION Game Design, Bios: Origins, una reimplementación de Origins: How We Became Human, juego diseñado por Eklund en el año 2007. En el 2019 la familia Pax se amplía con Pax Transhumanity, diseñado por Matt Eklund, el hijo de Phil.
El 26 de octubre de 2019 comienza la campaña de Kikstarter de High Frontier 4 all, la última y de momento definitiva edición del juego. La campaña terminó el 16 de noviembre con casi 5.000 patrocinadores recaudando un total de 363.745$. El montante total sería mayor ya que la editorial española Más Que Oca se hizo cargo de la edición en español pero no formó parte de dicha campaña de micromecenazgo.
La edición inglesa proveniente de la campaña de Kikstarter llegó a los patrocinadores en el año 2021 mientras que la española lo hizo en noviembre de 2022, aproximadamente con un año de retraso con respecto a la edición en inglés, lo que proporcionó al equipo de revisión una ventaja a la hora de consolidar aquellas reglas que habían sido modificadas con posterioridad a la publicación de la edición original.
En High Frontier 4 all se optó por separar los módulos del juego base y editarlos con posterioridad como expansiones separadas, viéndose así ampliados en reglas y profundidad. De este modo salieron al mercado:
Módulo 1: Teravatios y Futuros (2020). Incluye los propulsores de gigavatios y teravatios, cargueros y futuros.
Módulo 2: Colonización (2020). Incluye las bernales y los colonos.
Módulo 3: Conflicto (2021). Sustituye el tablero de la asamblea política e introduce reglas de combate, guerras y anarquía.
Módulo 4: Éxodo (2023). Es el primer módulo completamente nuevo. Introduce contratos y empresas, colonos nacidos en el espacio, implantes cibernéticos y una nave estelar que enlaza el final de la partida con el juego Interstellar.
Módulo 5: Economía (En desarrollo)
También se ha editado Tools 1 (2024) que incluye entre otras cosas el libro Jump Start, que ofrece un inicio rápido del juego en el que los jugadores comienzan con un cohete funcional, una factoría en el cinturón de asteroides y una Bernal anclada en una órbita local.
Asimismo se produjo el mapa del juego en tapete de neopreno, tanto en inglés como en castellano, ampliando el tablero desde los 60x90cm del original hasta 135x90cm del tapete.

### Relacionado
En 2008 la Editorial Ad Astra Games presentó el reglamento inicial de una versión mejorada de Rocket Flight que recibió el nombre de High Trader. Según la editorial, el desarrollo sufrió de bastantes inconvenientes, llegando a tener hasta tres versiones del juego a medio desarrollo pero viéndose incapaces de fusionarlos en algo funcional el proyecto permaneció parado durante un tiempo. El diseñador Eric Finley logró presentar una versión jugable pero el proyecto se volvió a estancar y finalmente fue abandonado cuando en 2010 se presentó High Frontier.
Actualmente no se encuentran los archivos ni de las reglas, ni la nota de prensa y hay muy poca información del juego.
En el año 2023 la editorial australiana de juegos de rol Half-a Press Pty. Ltd. presentó un juego de rol ambientado en el mundo de High Frontier denominado 60 Years in Space y creado por Andrew Doull. El libro básico consta de 386 páginas y hay disponibles cuatro módulos adicionales para el juego: All (T)Errors are My Own, A Lot of Zeroes, A Facility with Words y This Space Intentionally, que en total suman unas 1.800 páginas de aventuras.